# Anna Julia Kapfelsperger
Anna Julia Kapfelsperger (Beja, 11 luglio 1985) è un'attrice tedesca.

## Carriera
Tra cinema e soprattutto televisione, ha partecipato ad una trentina di differenti produzioni, a partire dal 2007. Tra i suoi ruoli principali figurano, tra l'altro, quello di Bine nel film Kokowääh (2011), quello di Pia Ahntell nel fim TV del ciclo "Inga Lindström" Il vero amore (Inga Lindström - Die Sache mit der Liebe, 2012), quello di Christine nella serie televisiva Christine. Perfekt war gestern! (2013), quello di Sabrina nel film TV Verliebt, verlobt, vertauscht (2015). È soprattutto nota al grande pubblico italiano per il ruolo di Nina Becker, fidanzata del co-protagonista Ben Jäger, nella fortunata serie TV tedesca Squadra Speciale Cobra 11.

## Filmografia

### Cinema
- Zeiten ändern Dich, regia di Uli Edel (2010)
- Jerry Cotton (2010)
- Anomaly: Oblivion - cortometraggio (2010)
- Kokowääh, regia di Til Schweiger (2011)
- Heiter bis wolkig, regia di Marco Petry (2012)
- Kaiserschmarrn AT (2013)
- Fruchtfliegen - cortometraggio (2013)

### Televisione
- Im Namen des Gesetzes - serie TV, 1 episodio (2007)
- Unter uns - soap opera, 10 episodi (2008-2009)
- Chiamata d'emergenza - soap opera, 1 episodio (2009)
- FunnyMovie - serie TV, 1 episodio (2011)
- In aller Freundschaft - serie TV, 1 episodio (2011)
- Die Trixxer - film TV (2011)
- Last Cop - L'ultimo sbirro - serie TV, 1 episodio (2012)
- Die ProSieben Märchenstunde - serie TV, 1 episodio (2012)
- Inga Lindström - Il vero amore (Inga Lindström - Die Sache mit der Liebe), regia di John Delbridge - film TV (2012)
- Rosamunde Pilcher - Schlangen im Paradies (2013)
- Sommer in Rom - film TV (2013)
- SOKO 5113 - serie TV, 1 episodio (2013)
- Christine. Perfekt war gestern! - serie TV, 8 episodi (2013)
- Squadra Speciale Cobra 11 - serie TV, 4 episodi (2013)
- Squadra Speciale Stoccarda - serie TV, 1 episodio (2014)
- Binny e il fantasma - serie TV, 1 episodio (2014)
- Alle unter eine Tanne - film TV (2014)
- Squadra Speciale Colonia - serie TV, 1 episodio (2014)
- Verliebt, verlobt, vertauscht - film TV (2015)
- Frauenherzen - Die Serie - serie TV, 1 episodio (2015)
- Unsichtbare Jahre - film TV (2015)

## Teatro
- 2006: Kasimir und Karoline
- 2006: Drei Mal Leben
- 2006: Was ihr wollt
- 2007: Turandot
- 2007: Der letzte Schrei
- 2011: Nathan der Weise

## Premi e riconoscimenti
- 2013: Ohrkanus-Hörbuch- und Hörspielpreis come miglior interprete femminile di radiodrammi per Loreley[5]